# Правова система Португалії
Правова система Португалії — є континентальною правовою системою, що ґрунтується на римському праві. Ця система подібна до інших правових систем таких країн Європи, як Франція, Італія, Іспанія, Німеччина, Україна. Аж до кінця 19-го століття найбільший вплив на неї справляло французьке право, проте з проведенням Гільєрме Морейро опрацювання цивільного права (Instituições de Direito Civil, видані з 1906 по 1916) основним стало німецьке право.
Наразі Європейське право має вирішальний вплив у багатьох галузях, таких як корпоративне, адміністративне право та цивільний процес.
Основними законами є Конституція (1976, з поправками), Цивільний кодекс (1966, з поправками) та Кримінальний кодекс (1982, з поправками). Іншими значущими законами є Комерційний кодекс (1988, з поправками) та Цивільний процесуальний кодекс (1961, з поправками).

## Історія
Як і в більшості Європейських країн, в Португалії не було централізованих політичних інститутів, які приймали б закони для регулювання повсякденних правових питань. І війна проти Кастилії, і Реконкіста перетворили Корону і суд на армію на колесах. Деякі португальські правові історики стверджують, що в перші два століття після Договору Замора в 1143 — в якому Леон визнав португальський фактичний суверенітет -політична влада королівства була владою воюючої країни, яка не могла і не направляла свої ресурси на створення адміністративних інституцій чи на створення законів. Виключенням стали три закони, прийняті Королем Афонсо II у 1211 протягом Кортес Коімбри.
Більшу частину своєї правової історії Португалія та її колонії мали стародавню правову систему, що базувалась на подвійній основі середньовічного місцевого звичаєвого права і на Римському праві, отриманого в основному зі Зводу Юстиніана.
Однак, з епохою відкриттів та розвитком імперії, португальські королі також стали політично сильнішими та спромоглися на централізоване правове регулювання шляхом створення різних компіляцій права. Ці спроби кодифікувати право були не лише способом зібрати та уніфікувати місцеві правові традиції зі всієї країни, але також і виправити звичаї, які на думку монарха були нерозумними.
Цими юридичними компіляціями були:
• Ordenações Afonsinas 1446 (формально 1454 р., Педро, граф Коімбри)
• Ordenações Manuelinas 1512–1520 — за Мануеля І; змінений у 1526, 1533, 1580 р.р.
• Ordenações Filipinas 1603 (протягом Philippine династії, інкорпорувала деякі іспанські закони)
Ордонанси використовувались по всій португальській імперії поки не набрав чинності перший цивільний кодекс у 1867 році. Перший цивільний кодекс зазвичай згадується як «Кодекс Сібри» через участь у його розробці графа Сібри.
В 1966 році був прийнятий другий та наразі діючий Цивільний кодекс; він досі діє на територіях колишніх колоній, окрім Макао, де він був замінений місцевим цивільним кодексом, прийнятим у 1999, що призвело до змін кодексу 1966, підготовлених португальськими юристами, особливо із юридичного факультету університету Коімбра.
Після Революції Гвоздик в 1974, португальська правова система була змінена відповідно до нових політичних та цивільних потреб. Нова конституція була написана під суттєвим впливом комуністично-соціалістичної ідеології та мала на меті замінити систему колишнього режиму. Протягом багатьох років країна розривалась між соціалізмом та прихильністю до неоліберальної моделі. Були проведені земельна реформа та націоналізація. Португальська Конституція (схвалена у 1976) була змінена, щоб пристосувати соціалістичні та комуністичні принципи. До конституційних переглядів 1982 та 1989 конституція була надзвичайно ідеологічно насиченим документом з численними посиланнями на соціалізм, права робітниківта прагнення до соціалістичної економіки. Різке збільшення числа адвокатів та працівників судової системи протягом наступних десятиліть не призводило до росту ефективності правової системи.
Швидке збільшення шкіл як приватного, так і публічного права по всій країні рік за роком призводило до значного підвищення лімітів на вступнових студентів-юристів, а також до низької селективності прийому і зниження якості освіти Десятиліттями відома на весь світ як повільна та невідповідна стандартам ЄС та США система правосуддя Португалії була у 2011 році другою у Західній Європі після Італії за повільністю. І це не зважаючи на те, що там один із найвищих відсотків суддів та обвинувачів, близько 30 чол. на 100 тис. населення. Окрім цієї, іншими проблемами всієї португальської державноїслужби є надлишковість ресурсів, надмірна роздутість штатів і загальна відсутність продуктивності в цілому. Після занепаду португальської банківської системи в 2011 році під час великої європейської боргової кризи, що змусила Португалію звернутися до Міжнародного валютного фонду за дотаціями, була проведена значна кількість реформ та заходів для скорочення затрат та підвищення продуктивності всієї державної служби. Число окружних судів було зменшено до 23 із 320, об'єднуючи їх роботу ввідповідних адміністративних центрах і закриваючи суди в сільських районах, де населення зменшилось з того часу, як у 1837 роцібула встановлена система. Суди були реорганізовані для спеціалізації на трудових та торговельних спорах.

## ЛГБТ законодавство
В минулому десятилітті (2000–2010) Португалія значною мірою стала однією з найбільш сприятливих для ЛГБТ країн у світі, з багатьма підтримуючими ЛГБТ нормами та заборонами на дискримінацію ЛГБТ, враховуючи те, що Португалія має одну з небагатьох конституцій у світі, що захищає основи сексуальної орієнтації. ЛГБ дозволяється відкрито служити у збройних силах, а також здавати донорську кров. 31 травня 2010 року Португалія стала шостою країною у Європі та восьмою у світі, яка визнала за законом одностатеві шлюби на національному рівні. 5 червня 2010 року закон набрав чинності. Новий закон про гендерну ідентичність, що дозволяє транссексуалам змінювати своє ім'я та стать в документах, набрав чинності у 2011 році і вважається найліберальнішим у світі.

## Вплив на інші країни
Португальський варіант континентальної правової системи використовується в різних країнах і на територіях по усьому світу, в основному в колишніх колоніях Португалії, а саме у таких країнах, як Макао, Індія (на деяких територіях), Мозамбік, Бразилія, Ангола, Гвінея-Бісау, Тимор, Сан-Томе і Принсипі.

## Освіта, навчання та дослідження у юридичній сфері
В португальських університетах є декілька правових шкіл. Найстарішою є правова школа при університеті Коімбра, яка відноситься до часів 13-го століття. Правові школи у Лісабонському університеті і університеті Коімбра є в наш час найбільш відомими завдяки своїм видатним випускникам та професорам. Лісабон відомий такими особистостями, як Марсело Котано, Марсело Ребело де Соуза, Антоніо Віторіно і Маріо Соарес. Коімбра — Лора Ріо і Альмейда Сантос.
Правові школи університетів Лісабона та Мінхо вважаються сучасними закладами зі зростаючою репутацією. В 1990-х роках отримання наукових ступенів в області юриспруденції стало широко розповсюдженим явищем як у приватних, так і державних закладах. За словами голови об'єднання адвокатів Маріно Пінто, до 2010 року низька селективність при вступі та деградація академічних стандартів у правових школах, відомих до того своєю репутацією та престижем, призвели до зниження якості навчання.